# Cena Izvestijí 1982
Šestnáctý ročník Ceny Izvestijí se konal od 16. do 22. 12. 1982 v Moskvě. Zúčastnilo se pět reprezentačních mužstev, která se utkala jednokolovým systémem každý s každým.

## Výsledky a tabulka
|    |         | SSSR          | FIN    | ČSSR           | SWE     | GER     | V | R | P | Skóre | B |
| 1. | SSSR    | Sovětský svaz | 6:3    | 9:4            | 5:4     | 6:2     | 4 | 0 | 0 | 26:13 | 8 |
| 2. | Finsko  | 3:6           | Finsko | 3:2            | 5:3     | 2:10    | 2 | 0 | 2 | 13:21 | 4 |
| 3. | ČSSR    | 4:9           | 2:3    | Československo | 5:4     | 11:2    | 2 | 0 | 2 | 22:18 | 4 |
| 4. | Švédsko | 4:5           | 3:5    | 4:5            | Švédsko | 7:2     | 1 | 0 | 3 | 18:17 | 2 |
| 5. | SRN     | 2:6           | 10:2   | 2:11           | 2:7     | Německo | 1 | 0 | 3 | 16:26 | 2 |

 Švédsko -  Československo 4:5 (1:1, 1:2, 2:2)
16. prosince 1982 - Moskva

Branky Švédska: 8:32 Mats Ulander (Roland Eriksson), 24:31 Roland Eriksson (Bo Berglund, Mats Ulander), 53:54 Peter Andersson (Roger Hägglund), 58:00 Bo Berglund

Branky Československa: 6:15 Pavel Richter, 27:22 Igor Liba, 37:56 František Černík (Jiří Lála, Jindřich Kokrment), 48:57 Ivan Dornič (Dušan Pašek), 56:16 Dárius Rusnák.

Rozhodčí: Jurij Karandin (URS) – Michail Galinovskij (URS), Alexandr Fedosejev (URS)

Vyloučení: 5:5 (využití 1:1)
ČSSR: Jiří Králík – Milan Chalupa, Jaroslav Benák, Radoslav Svoboda, Eduard Uvíra, Peter Slanina, Miloslav Hořava, Ladislav Kolda, Antonín Plánovský – Jiří Lála, Jindřich Kokrment, František Černík – Vincent Lukáč, Dárius Rusnák, Igor Liba – Ivan Dornič, Dušan Pašek, Jaroslav Korbela – Jiří Hrdina, Ladislav Svozil, Pavel Richter.
Švédsko: Lars Eriksson – Thomas Eriksson, Mats Waltin, Peter Andersson, Roger Hägglund, Michael Thelvén, Tommy Samuelsson – Bo Berglund, Roland Eriksson, Mats Ulander – Håkan Södergren, Ove Olsson, Claes-Henrik Silfver – Håkan Loob, Thomas Rundqvist, Peter Gradin.
 SSSR -  SRN 6:2 (3:2, 2:0, 1:0)
16. prosince 1982 - Moskva

Branky SSSR: 1. Vladimir Krutov, 3. Alexandr Gerasimov, 16. Alexandr Malcev, 22. Sergej Šepelev, 31. Alexej Kasatonov, 56. Vladimir Krutov.

Branky Německa: 9. Erich Kühnhackl, 12. Gerd Truntschka.

Rozhodčí: Ulf Lindgren (SWE) – Igor Prusov (URS), Anatolij Barinov (URS)

Vyloučení: 4:7 (využití 0:0, v oslabení 0:2)
SSSR: Vladislav Treťjak – Alexej Kasatonov, Vjačeslav Fetisov, Igor Martynov, Sergej Babinov, Vladimir Zubkov, Sergej Gimajev, Zinetula Biljaletdinov, Vasilij Pěrvuchin - Alexandr Malcev, Igor Larionov, Vladimir Krutov – Viktor Šalimov, Sergej Šepelev, Sergej Kapustin - 
Sergej Světlov, Viktor Žluktov, Alexandr Koževnikov - Alexandr Gerasimov, Vjačeslav Bykov, Michail Vasiljev.
Německo: Erich Weishaupt - Udo Kießling, Ulrich Hiemer, Ignaz Berndaner, Joachim Reil, Harold Kreis, Micharel Egerbauer - Michael Betz, Erich Kühnhackl, Helmut Steiger - Marcus Kuhl, Gerd Truntschka, Peter Schiller - Ralph Pöpel, Manfred Wolf, Roy Roedger - Rainer Blum, Ernst Höfner, Dieter Hegen.
 Švédsko -  SRN 7:2 (3:1, 1:0, 3:1)
17. prosince 1982 - Moskva

Branky Švédska: 1. Roger Hägglund, 5. Peter Sundström, 16. Peter Sundström, 32. Bo Ericsson, 41. Roland Eriksson, 48. Jan Erixon, 56. Mats Ulander. 

Branky Německa: 6. Harold Kreis, 51. Roy Roedger.

Rozhodčí: Alexandr Fedotov (URS) – Jurij Smirnov (URS), Rais Fasachutdinov (URS)

Vyloučení: 4:10 (využití 2:0)
Švédsko: Göte Wälitalo - Peter Andersson, Roger Hägglund, Bo Ericsson, Tommy Samuelsson, Thomas Eriksson, Mats Waltin - Bo Berglund, Roland Eriksson, Mats Ulander – Håkan Södergren, Ove Olsson, Jan Erixon - Håkan Loob, Thomas Rundqvist, Peter Sundström.
Německo: Erich Weishaupt - Ignaz Berndaner, Joachim Reil, Udo Kießling, Ulrich Hiemer, Harold Kreis, Egerbauer - Michael Betz, Erich Kühnhackl, Helmut Steiger - Marcus Kuhl, Gerd Truntschka, Peter Schiller - Rainer Blum, Ernst Höfner, Dieter Hegen - Manfred Wolf, Ralph Pöpel, Roy Roedger.
 SSSR -  Finsko 6:3 (0:1, 3:1, 3:1)
17. prosince 1982 - Moskva

Branky SSSR: 26. Alexandr Malcev, 29. Vladimir Krutov, 38. Viktor Šalimov, 43. Alexandr Gerasimov, 46. Alexandr Koževnikov, 47. Igor Larionov 

Branky Finska: 8. Pekka Rautakallio, 40. Timo Susi, 54. Pekka Rautakallio.

Rozhodčí: Josef Kompalla (GER) – Igor Prusov (URS), Anatolij Barinov (URS)

Vyloučení: 2:1 (využití 1:1)
SSSR: Vladimir Myškin - Alexej Kasatonov, Vjačeslav Fetisov, Sergej Babinov, Sergej Gimajev, Igor Martynov,  Vladimir Zubkov,  Zinetula Biljaletdinov, Vasilij Pěrvuchin - Alexandr Malcev, Igor Larionov, Vladimir Krutov – Viktor Šalimov, Sergej Šepelev, Sergej Kapustin – Sergej Světlov, Viktor Žluktov, Alexandr Koževnikov - Alexandr Gerasimov, Vjačeslav Bykov, Michail Vasiljev.
Finsko: Rauli Sohlman - Pekka Rautakallio, Lasse Litma, Tapio Lehto, Hannu Helander, Arto Ruotanen, Matti Kaario, Pertti Lehtonen, Hannu Haapalainen -  Arto Javanainen, Matti Hagman, Kari Makkonen – Anssi Melametsä, Harri Tuohimaa, Arto Jokinen - Erkki Laine, Juha Nurmi, Timo Susi – Petri Skriko, Risto Jalo, Raimo Summanen.
 Československo -  Finsko 2:3 (0:2, 0:1, 2:0)
18. prosince 1982 - Moskva

Branky Československa: 42:09 Ladislav Svozil (Jiří Hrdina), 47:07 Antonín Plánovský (Dárius Rusnák).

Branky Finska: 9:58 Lasse Litma (Matti Hagman), 15:15 Arto Javanainen, 31:03 Raimo Summanen (Petri Skriko).

Rozhodčí: Ulf Lindgren (SWE) – Jurij Smirnov (URS), Rais Fasachutdinov (URS)

Vyloučení: 3:4 (využití 0:1)
ČSSR: Jiří Králík – Milan Chalupa, Jaroslav Benák, Radoslav Svoboda, Eduard Uvíra, Peter Slanina, Miloslav Hořava, Ladislav Kolda, Antonín Plánovský – Jiří Lála, Jindřich Kokrment, František Černík – Vincent Lukáč, Dárius Rusnák, Igor Liba – Jiří Hrdina, Ladislav Svozil, Pavel Richter – Ivan Dornič, Dušan Pašek, Jaroslav Korbela.
Finsko: Karri Takko – Pekka Rautakallio, Lasse Litma, Tapio Lehto, Hannu Helander, Pertti Lehtonen, Hannu Haapalainen, Arto Ruotanen, Matti Kaario – Arto Javanainen, Matti Hagman, Kari Makkonen – Timo Susi, Juha Nurmi, Erkki Laine – Petri Skriko, Risto Jalo, Raimo Summanen – Anssi Melametsä, Harri Tuohimaa, Arto Jokinen.
 SSSR -  Švédsko 5:4 (1:0, 1:2, 3:2)
19. prosince 1982 - Moskva

Branky SSSR: 18. Viktor Žluktov, 38. Alexandr Gerasimov,  48. Vjačeslav Bykov, 53. Vjačeslav Bykov, 57. Vladimir Krutov.

Branky Švédska: 28. Tom Eklund, 30. Thomas Eriksson, 49. Tom Eklund, 54. Peter Sundström.

Rozhodčí: Milan Jirka (TCH) – Igor Prusov (URS), Anatolij Barinov (URS)

Vyloučení: 8:9 (využití 2:0)
SSSR: Vladislav Treťjak – Alexej Kasatonov, Vjačeslav Fetisov, Sergej Babinov, Igor Martynov, Vladimir Zubkov, Sergej Gimajev, Zinetula Biljaletdinov, Vasilij Pěrvuchin - Alexandr Malcev, Igor Larionov, Vladimir Krutov – Viktor Šalimov, Sergej Šepelev, Sergej Kapustin – Alexandr Gerasimov, Vjačeslav Bykov, Michail Vasiljev - Sergej Světlov, Viktor Žluktov, Alexandr Koževnikov.
Švédsko: Lars Eriksson - Thomas Eriksson, Mats Waltin, Peter Andersson, Bo Ericsson, Tommy Samuelsson - Bo Berglund, Roland Eriksson, Mats Ulander – Håkan Loob, Thomas Rundqvist, Peter Sundström - Tommy Mörth, Håkan Södergren, Ove Olsson - Claes-Henrik Silfver, Tom Eklund, Jan Erixon.
 Československo -  SRN 11:2 (5:0, 2:1, 4:1)
19. prosince 1982 - Moskva

Branky a nahrávky Československa: 13:56 Jiří Hrdina (František Černík, Ladislav Svozil), 15:02 Vincent Lukáč (Dušan Pašek), 15:24 Dárius Rusnák (Igor Liba), 18:27 Dušan Pašek (Ladislav Kolda), 19:56 Radoslav Svoboda (Dárius Rusnák), 30:10 Vincent Lukáč (Igor Liba), 37:36 Dárius Rusnák, 43:23 Igor Liba (Dárius Rusnák), 45:45 Antonín Plánovský (Radoslav Svoboda), 46:41 Vincent Lukáč, 57:29 Igor Liba (Dárius Rusnák).

Branky a nahrávky Německa: 34:06 Manfred Wolf (Rainer Blum), 59:14 Roy Roedger.

Rozhodčí: Karl-Gustav Kaisla (FIN) – Michail Galinovskij (URS), Alexandr Fedosejev (URS)

Vyloučení: 8:6 (využití 0:0) navíc Ulrich Hiemer na 5 minut.
ČSSR: Karel Lang – Radoslav Svoboda, Eduard Uvíra, Milan Chalupa, Jaroslav Benák, Ladislav Kolda, Antonín Plánovský, Peter Slanina, Miloslav Hořava – Vincent Lukáč, Dárius Rusnák, Igor Liba – Jiří Lála, Jindřich Kokrment, Pavel Richter – Jiří Hrdina, Ladislav Svozil, František Černík – Ivan Dornič, Dušan Pašek, Jaroslav Korbela.
Německo: Erich Weishaupt (21. Gerhard Hegen) – Ulrich Hiemer, Ignaz Berndaner, Udo Kießling, Rainer Blum, Harold Kreis, Joachim Reil - Marcus Kuhl, Erich Kühnhackl, Helmut Steiger - Roy Roedger, Ernst Höfner, Manfred Wolf - Dieter Hegen, Gerd Truntschka, Peter Schiller.
 Švédsko -  Finsko 3:5 (1:1, 1:0, 1:4)
20. prosince 1982 - Moskva

Branky Švédska: 19. Roland Eriksson, 28. Tom Eklund, 59. Ove Olsson 

Branky Finska: 12. Kari Makkonen, 42. Raimo Summanen, 43. Anssi Melametsä, 52. Arto Javanainen, 54. Pekka Rautakallio

Rozhodčí: Josef Kompalla (GER) – Michail Galinovskij (URS), Alexandr Fedosejev (URS)

Vyloučení: 2:3 (využití 0:0, v oslabení 1:0)
Švédsko: Göte Wälitalo - Thomas Eriksson, Mats Waltin, Tommy Samuelsson, Peter Andersson, Bo Ericsson, Michael Thelvén - Bo Berglund, Roland Eriksson, Mats Ulander - Håkan Loob, Thomas Rundqvist, Peter Sundström - Ove Olsson, Håkan Södergren, Tommy Mörth - Peter Gradin, Tom Eklund, Jan Erixon. 
Finsko: Karri Takko – Pekka Rautakallio, Lasse Litma, Tapio Lehto, Hannu Helander, Pertti Lehtonen, Hannu Haapalainen, Matti Kaario – Arto Javanainen, Matti Hagman, Kari Makkonen – Timo Susi, Juha Nurmi, Erkki Laine – Petri Skriko, Risto Jalo, Raimo Summanen – Anssi Melametsä, Harri Tuohimaa, Arto Jokinen.
 Finsko -  SRN 2:10 (2:2, 0:4, 0:4)
21. prosince 1982 - Moskva

Branky Finska: 18. Timo Susi, 20. Matti Hagman 

Branky Německa: 8. Roy Roedger, 10. Roy Roedger, 23. Udo Kießling, 26. Gerd Trunschka, 33. Ernst Höfner, 36. Harold Kreis, 44. Ernst Höfner, 59. Roy Roedger, 60. Kühnhackl, 60. Dieter Hegen.

Rozhodčí: Milan Jirka (TCH) od 41. Jurij Karandin (URS) – Jurij Smirnov (URS), Rais Fasachutdinov (URS)

Vyloučení: 9:7 (využití 0:3) navíc Arto Javanainen na 5 minut.
Finsko: Rauli Sohlman - Pekka Rautakallio, Lasse Litma, Tapio Lehto, Hannu Helander, Pertti Lehtonen, Hannu Haapalainen, Matti Kaario, Arto Ruotanen – Arto Javanainen, Matti Hagman, Kari Makkonen – Timo Susi, Juha Nurmi, Erkki Laine – Petri Skriko, Risto Jalo, Raimo Summanen – Anssi Melametsä, Harri Tuohimaa, Arto Jokinen.
Německo: Helmut de Raaf - Ignaz Berndaner, Joachim Reil, Udo Kießling, Ulrich Hiemer, Rainer Blum, Harold Kreis - Manfred Wolf, Erich Kühnhackl, Helmut Steiger - Michael Betz, Ernst Höfner, Roy Roedger - Dieter Hegen, Gerd Truntschka, Peter Schiller.
 SSSR -  Československo 9:4 (4:1, 2:3, 3:0)
22. prosince 1982 - Moskva

Branky a nahrávky SSSR: 2:01 Viktor Šalimov, 5:58 Sergej Kapustin (Viktor Šalimov), 12:16 Vladimir Krutov (Igor Larionov, Alexej Kasatonov), 14:58 Vladimir Krutov (Vjačeslav Fetisov), 29:14 Viktor Šalimov, 34:22 Vladimir Zubkov, 43:44 Alexandr Skvorcov (Alexandr Koževnikov, Igor Larionov), 51:40 Alexandr Koževnikov, 51:56 Vladimir Krutov (Alexandr Malcev, Igor Larionov).

Branky a nahrávky Československa: 6:23 Evžen Musil, 20:35 Jindřich Kokrment (Jiří Lála), 30:14 Pavel Richter (Jindřich Kokrment), 37:56 Dárius Rusnák.

Rozhodčí: Karl-Gustav Kaisla (FIN) – Anatolij Barinov (URS), Jurij Smirnov (URS)

Vyloučení: 8:3 (využití 3:1)
ČSSR: Karel Lang (15. Jiří Králík) – Antonín Plánovský, Jaroslav Benák, Radoslav Svoboda, Eduard Uvíra, Peter Slanina, Miloslav Hořava, Ladislav Kolda, Stanislav Hajdušek – Jiří Lála, Jindřich Kokrment, Pavel Richter – Vincent Lukáč, Dárius Rusnák, Igor Liba – Jiří Hrdina, Ladislav Svozil, František Černík – Evžen Musil, Dušan Pašek, Jaroslav Korbela.
SSSR: Vladislav Treťjak – Alexej Kasatonov, Vjačeslav Fetisov, Zinetula Biljaletdinov, Vasilij Pěrvuchin, Vladimir Zubkov, Sergej Gimajev, Jurij Vožakov, Sergej Babinov – Alexandr Malcev, Igor Larionov, Vladimir Krutov – Viktor Šalimov, Sergej Šepelev, Sergej Kapustin – Alexandr Gerasimov, Vjačeslav Bykov, Valerij Vasiljev – Alexandr Skvorcov, Viktor Žluktov, Alexandr Koževnikov.

## Statistiky

### Nejlepší hráči
| Brankář              | Kari Takko        |
| Obránce              | Antonín Plánovský |
| Útočník              | Vladimir Krutov   |
| Nejtechničtější hráč | Pavel Richter     |

### Kanadské bodování
| Poř. | Kanadské bodování | Branky | Přihrávky | Body |
| ---- | ----------------- | ------ | --------- | ---- |
| 1.   | Vladimir Krutov   | 7      | 1         | 8    |
| 2.   | Dárius Rusnák     | 4      | 4         | 8    |